# Niviventer culturatus
Niviventer culturatus  (Thomas, 1917) è un roditore della famiglia dei Muridi, endemico dell'isola di Taiwan

## Descrizione

### Dimensioni
Roditore di medie dimensioni, con lunghezza della testa e del corpo tra 130 e 150 mm, la lunghezza della coda tra 170 e 200 mm, la lunghezza del piede tra 29 e 35 mm e la lunghezza delle orecchie tra 23 e 25 mm.

### Aspetto
La pelliccia è soffice. Il colore del dorso è bruno-grigiastro scuro, mentre le parti ventrali sono bianco crema. La linea di demarcazione lungo i fianchi è netta. Il muso è relativamente corto, grigiastro e con delle macchie più scure davanti e dietro gli occhi. Le orecchie sono grandi e le vibrisse sono lunghe. Le parti dorsali delle zampe sono marroni, i fianchi e le dita invece sono bianchi. La coda è marrone superiormente e bianco crema inferiormente. La punta è bianca. I piedi sono lunghi e sottili. Le femmine hanno un paio di mammelle pettorali, un paio post-ascellari e due paia inguinali.

## Biologia

### Comportamento
È una specie terricola.

## Distribuzione e habitat
Questa specie è endemica delle zone montagnose dell'Isola di Taiwan.
Vive nelle foreste primarie di Abeti e talvolta anche in foreste secondarie tra i 2 000 e 3 000 metri di altitudine.

## Conservazione
La IUCN Red List, considerato l'areale ristretto, classifica M.culturatus come specie prossima alla minaccia (NT).